# Moah (série télévisée)
Moah est une série télévisée française sans dialogue ni musique qui se déroule durant la préhistoire. Composée de dix épisodes de vingt-six minutes, elle a été créée par Henri Debeurme, Bertrand Soulier et Benjamin Rocher, écrite par Bertrand Soulier, réalisée par Benjamin Rocher, produite par Empreinte Digitale, et diffusée à partir du 1er octobre 2020 sur la chaîne OCS.

## Fiche technique
Sauf indication contraire, les informations mentionnées dans cette section peuvent être confirmées par la base de données cinématographiques IMDb,  présente dans la section « Liens externes ».
- Réalisation : Benjamin Rocher
- Scénario : Bertrand Soulier
- Production : Henri Debeurme, Eric Laroche et Raphaël Rocher
- Société de production : Empreinte Digitale
- SOFICA : Cinémage 14, Indéfilms 8
- Diffuseur : OCS
- Producteur exécutif : Emeric Le Maître
- Directeur de la photographie : Maxime Cointe
- Chef monteur : Dimitri Amar
- Costumes : Marion Moulès et Matthieu Camblor
- Chef décorateur : Matthieu Beutteur
- Son: Alexandre Andrillon
- Création musicale : Adrien Arnaud
- Pays d'origine :  France
- Format : couleur
- Genre : comédie, aventure, préhistoire
- Nombre d'épisodes : 10
- Durée : 26 minutes
- Date de première diffusion :
  - France : 1er octobre 2020

## Distribution
- Tigran Mekhitarian : Moah
- Camille Constantin : Gawaa
- Florent Guyot : Tueur
- Bruno Sanches : Hoquet
- Victor Leblond : Le beau
- Poline Kiejman : La belle
- Marie-Anne Mestre : La myope
- Délia Espinat-Dief : La folle
- Michaël Perez : Bec de lièvre
- Anne-Lise Heimburger : Oûlia
- Sébastien Lalanne : Faza
- Remy Laquittant : Tête Rouge

## Tournage
Le tournage débute en octobre 2019 et se termine en novembre de la même année. Il a lieu en Dordogne, dans la vallée de la Vézère.

## Épisodes

### Première saisonLa Préhistoire d'un mec(2020)
1. Faza
2. Miak
3. In'Go
4. Gawaa
5. Croda
6. Dada
7. Djawala
8. Taka
9. Kinka
10. Ôma

## Accueil
Sauf indication contraire, les informations mentionnées dans cette section peuvent être confirmées par les bases de données cinématographiques IMDb et Allociné,  présentes dans la section « Liens externes ».
Selon le site Allociné, la série reçoit de bonnes critiques de la part des spectateurs avec la note de 3,7/5. Sur Imdb, Moah reçoit la note de 8/10.